# Hedwiga Reicher

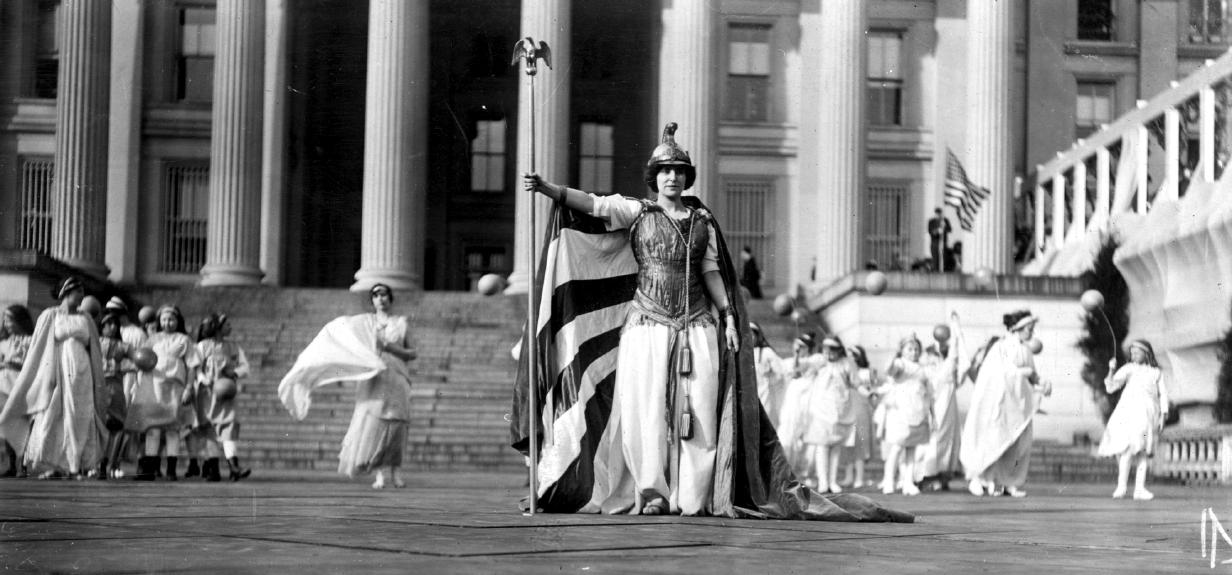
Hedwiga Reicher als Columbia bei einer Demonstration für das Frauenwahlrecht in Washington D.C. (1913)

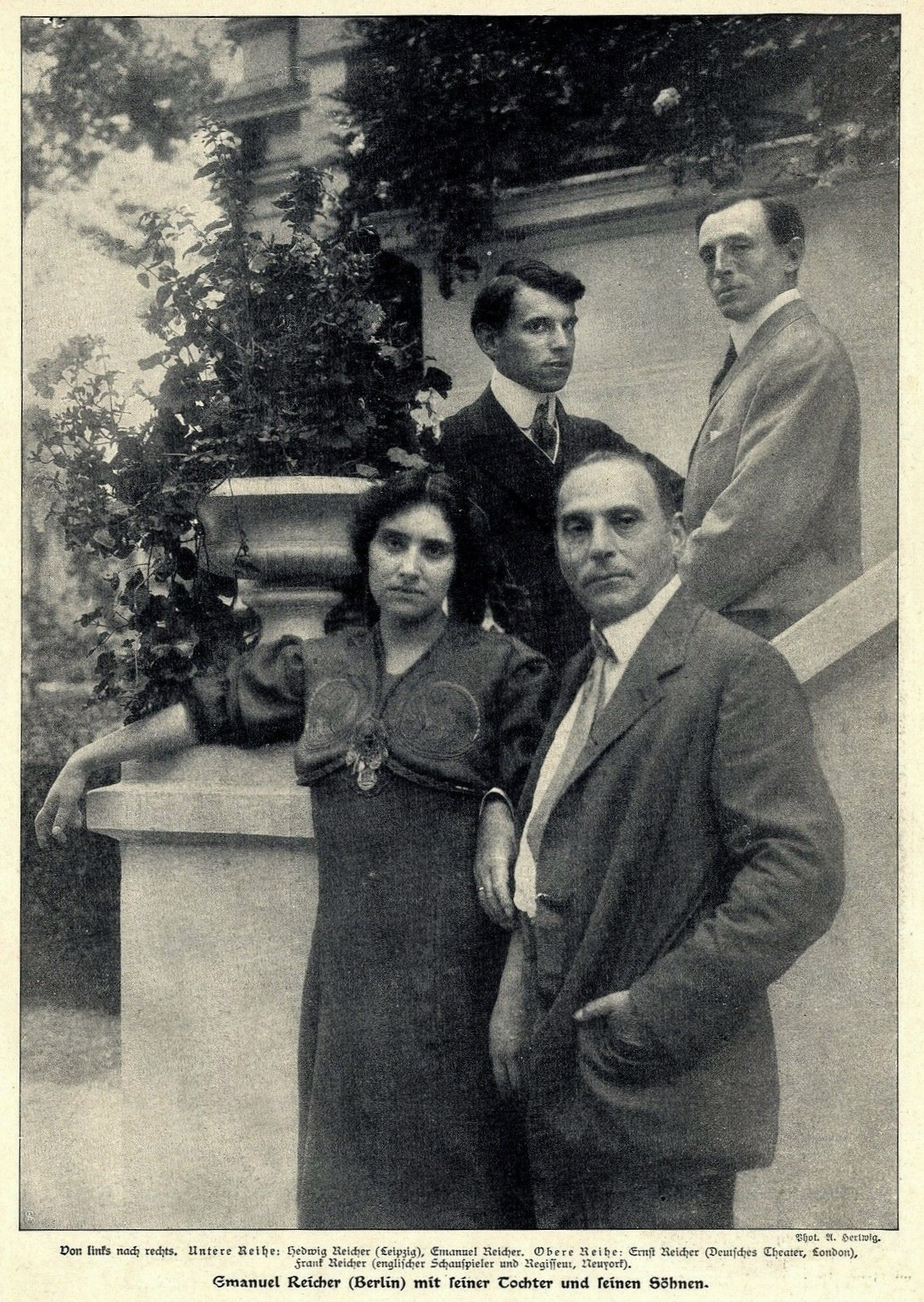
Hedwiga Reicher mit ihrem Vater Emanuel Reicher und ihren Brüdern (1907)

Hedwiga Reicher (* 12. Juni 1884 als Hedwig E. Reicher in Oldenburg; † 2. September 1971 in Los Angeles, Kalifornien, Vereinigte Staaten) war eine deutschstämmige Schauspielerin.

## Leben
Die Tochter von Emanuel Reicher, Schwester von Ernst Reicher und Halbschwester von Frank Reicher gab ihr Theaterdebüt im Oktober 1902 mit der Zoë in Adolf von Wilbrandts Der Meister von Palmyra in Hamburg. Sie blieb noch fünf Jahre in Deutschland – unter anderem gehörte sie 1905 dem Ensemble des Leipziger Schauspielhauses an –, ehe sie 1907 einer Verpflichtung an das Deutsche Theater (das Irving Place Theatre) in New York City nachkam. Anschließend blieb Hedwig Reicher in den USA. Im Sommer 1908 kam sie noch einmal nach Deutschland und spielte an der Seite ihres Vaters in Goethes Iphigenie auf dem Esperanto-Weltkongress in Dresden. Am 19. September 1929 wurde die Künstlerin unter dem leicht veränderten Namen Hedwiga Reicher eingebürgert.
Zuvor setzte sie, damals noch als Hedwig Reicher, am Broadway ihre Theaterarbeit (nunmehr in englischsprachigen Stücken) fort. Man sah die Künstlerin unter anderem 1909 in On the Eve, 1909/10 in The Next of Kin, 1911 in The Lady from the Sea und The Thunderbolt, 1912 in June Madness, 1913 in The Stronger, 1915 in When the Young Vine Blooms und 1916 als Cleopatra in Caliban of the Young Sands. Anschließend siedelte sie nach Los Angeles über.
In Hollywood spielte Hedwiga Reicher seit Mitte der 1920er Jahre eine Reihe von Nebenrollen, meist als Einwanderin oder in mütterlichen Rollen. Anfang 1939 wirkte Hedwiga Reicher auch in dem ersten dezidiert antinazistischen US-Streifen Ich war ein Spion der Nazis mit. Für diesen Film nahm sie das Pseudonym Celia Sibelius an aus Furcht vor Repressalien der Nazis gegenüber ihrer Familie in Deutschland, zumindest behauptete dies Lya Lys. Wenige Monate später, mit Beginn des Zweiten Weltkriegs, beendete Hedwiga Reicher ihre Filmarbeit, blieb aber bis zu ihrem Tod weiterhin in Los Angeles ansässig.

## Filmografie
- 1925: Ben Ali (A Lover's Oath)
- 1927: König der Könige (The King of Kings)
- 1928: Die Leoparden-Lady (The Leopard Lady)
- 1928: Das gottlose Mädchen (The Godless Girl)
- 1929: Das siebte Gebot (Lucky Star)
- 1929: Etappe 1918 (True Heaven)
- 1930: Mordprozeß Mary Dugan
- 1931: Beyond Victory
- 1931: Sporting Chance
- 1933: Spätere Heirat ausgeschlossen (Ex-Lady)
- 1934: The Dragon Murder Case
- 1935: Spione küßt man nicht (Rendezvous)
- 1936: Kleine Stadt mit Tradition (I Married a Doctor)
- 1936: Draculas Tochter (Dracula's Daughter)
- 1937: It Could Happen to You
- 1939: Ich war ein Spion der Nazis (Confessions of a Nazi Spy)
- 1940: Paul Ehrlich – Ein Leben für die Forschung (Dr. Ehrlich's Magic Bullet)